# Güterkaufsgesellschaft Korntal
Die Güterkaufsgesellschaft Korntal – kurz GKG – wurde 1819 von Gottlieb Wilhelm Hoffmann gegründet, um das Allodialgut (freies Eigengut) Kornthal zu erwerben. Dieses konnte durch königliches Privileg am 22. August 1819 gegründet werden.

## Geschichte
Das Allodialgut (freies Eigengut) Kornthal konnte durch königliches Privileg am 22. August 1819 gegründet werden. Die Entstehung der GKG geschah im Zusammenhang mit der Gründung der Evangelischen Brüdergemeinde. König Wilhelm I. erlaubte die Ansiedlung von Personen, die sich in ihrer Glaubens- und Gewissensfreiheit eingeschränkt fühlten.
Das Rittergut wurde von Gottlieb Wilhelm Hoffmann und Freunden mittels der gegründeten Güterkaufsgesellschaft (daher der Name Gut) erworben. Den Kauf des Hofgutes Kornthal zum Preis von 116.596 Gulden und 57 Kreuzer tätigte die GKG, finanziert von den Siedlern und anderen Geldgebern mit dem sogenannten Güterkaufsschilling. Die Landverteilung erfolgte durch Los an die 68 Siedler. Sie wurden im GKG-Grundbuch als Eigentümer der Grundstücke geführt. Bis heute wird das Grundbuch der GKG vom Geschäftsführer der GKG geführt.
Jedem Mitglied steht es frei, sein Grundstück aus der GKG herauszunehmen und sich in das öffentliche Grundbuch als Eigentümer eintragen zu lassen. Dann erlischt seine Mitgliedschaft. Die Mitgliedschaft ist an ein Grundstück im Verzeichnis der Güterkaufsgesellschaft gebunden und wird mit dem Grundstück vererbt. Aus den Nachfahren der 68 Siedler ist, trotz massivem Schwund der Grundstücke, die GKG seit der Gründung auf heute über 200 Mitglieder gewachsen. Neben den genannten Mitglieder-Grundstücken gehören zum Vermögen der GKG Grundstücke, die nicht nur formalrechtlich, sondern auch wirtschaftlich in ihrem Eigentum stehen. Die Güterkaufsgesellschaftsordnung, dem Statut, regelte alle wirtschaftlichen Belange und den Grundbesitz der ganzen Gemarkung, der materiellen Hauptexistenzgrundlage der Gemeindebewohner in den ersten 100 Jahren.
Die GKG entsprang einerseits dem Bestreben, den Verkäufern des Ritterguts Kornthal und allen, mit denen die neugegründete Gemeinde in geschäftliche Beziehungen trat, durch die Solidarhaft der Mitglieder eine größere Sicherheit zu bieten, andererseits die innerlich verbundenen Brüder auch durch das äußere Band einer teilweisen Vermögensgemeinschaft zusammenzuschließen. Es sollte nach innen und außen die Ziele und Bestrebungen der ersten apostolischen Gemeinde, soweit es möglich war, verwirklichen.
Am 18. September 1867 wurde der Güterkaufsgesellschaft durch das Königreich Württemberg die Rechte einer juristischen Person verliehen.

## Gewerbe / Projekte
Am Anfang wurde geregelt, dass kein „Außenstehender“ Gelände in Korntal kaufen konnte. Man wollte unter sich bleiben, da die Gemeinde nach anderen Grundsätzen als die übrige Bevölkerung lebte und da das königliche Privileg verbot, Waren und Dienstleistungen außerhalb Korntals anzubieten. Die Leihkasse, die bis 1918 existierte, war die erste dieser Art in Württemberg und damit eine Vorläuferin des Raiffeisen- und Sparkassenwesens.
Aus ihren Mitteln wurden Erziehungsinstitute, die Gemeindehandlung, sowie das Gemeindegasthaus mit seinem geordneten Betrieb, das neu erstellte Gaswerk und ähnliche gemeinnützige Unternehmungen finanziert.
Die Güterkaufsgesellschaft war 100 Jahre lang, bis zur Bildung der politischen Gemeinde Korntal, die alleinige Trägerin der wirtschaftlichen und sozialen Belange und Einrichtungen wie:
- Erste Spar- und Leihkasse in Württemberg
- Viehseuchenversicherung
- Kleines Krankenhaus in Korntal
- Armenhaus, Witwenhaus
- Missionshaus für Missionare im Ruhestand
- Altersheim zur Versorgung älterer Gemeindemitglieder
- Eigener Friedhof
- Bauhof der Gemeinde
- Wege- und Straßenunterhaltung
- Frauenarbeit für alleinstehende Mütter
- Versorgung der Bevölkerung mit Lebensmitteln durch eine Gemeindehandlung mit Kohle, Eisenwaren, Spielwaren usw.
- Gipswerk
- Krankenversicherung für Dienstboten

## Heute
Nach den Weltkriegen hat sich die GKG sehr stark verändern müssen. Die Evangelische Brüdergemeinde Korntal übernahm alle bebauten Grundstücke, die Gemeindeverwaltung, den Bauhof und die Verantwortung über Straßen und Wege.
Die GKG stellte Bauplätze für gemeinnützige Projekt zur Verfügung und überließ Grundstücke durch Erbbaurecht.
2016 erbaute sie ein Mehrgenerationenhaus.
Bis heute unterstützt die GKG die Stadt Korntal in vielen Bereichen, wie z. B.:
- Schulbauernhof
- Kindergärten und Schulen
- Orientierungsjahr für junge Menschen
- Renovierung der Christuskirche
- Brunnen auf dem Saalplatz und im Saalgarten
- Fahrzeuge für die Sozialstation
- Kleinbus für die innerstädtischen öffentlichen Verbindungen
- Kunst und Kultur in Korntal

Die GKG wird geleitet durch:
- fünf gewählte Vorstände aus den Mitgliedern

- zwei berufene Vorstände
  1. Weltlicher Vorsteher der Ev. Brüdergemeinde Korntal
  2. Bürgermeister der Stadt Korntal-Münchingen
- angestellter Geschäftsführer der GKG

Dies wurde durch Gerichtsbeschluss 1952 festgelegt.